# Бют-Шомон (парк)
Парк Бют-Шомон (фр. parc des Buttes-Chaumont) — городской парк 19 округа Парижа, расположенного в северо-восточной части города, общей площадью 24,73 га.

## История парка
Это третий по величине парижский парк среди насчитывающихся в городе 426 садов и парков, сразу после парка Ля Вилетт в том же округе и сада Тюильри. Создан в эпоху Наполеона III мэром города бароном Османом. Создатель парка — Жан-Шарль Альфан (фр. Jean-Charles Alphand), занимавшийся также планировкой Булонского леса — предпочёл более свойственные природе изогнутые линии прямым линиям традиционного французского парка. Храм Сивиллы возведён архитектором Габриэлем Давью (фр. Gabriel Davioud) в 1869 году.
В XIV—XVIII веках на территории парка располагалась грандиозная каменная виселица Монфокон, из-за чего эта местность была пустынной и непригодной для проживания.

## Статистика
Парк в цифрах:
- почти 25 га общей площади (247 316 м²)
- 12 га зелёных газонов
- 6 га цветочных насаждений
- площадь озера 1,5 га
- 1 га каменных насыпей
- 5,5 км дорожного покрытия
- 2,2 км пешеходных тропинок